# Rainer Schuwirth
Rainer Schuwirth (* 12. Juli 1945 in Regensburg) ist ein General a. D. des Heeres der Bundeswehr und derzeit Vorstandsvorsitzender der Deutschen Gesellschaft für Wehrtechnik. In der Bundeswehr diente er zuletzt von 2004 bis 2007 als Chef des Stabes im NATO-Hauptquartier Europa, dem Supreme Headquarters Allied Powers Europe (SHAPE).

## Militärische Laufbahn
Schuwirth wuchs als Sohn Horst-Bodo Schuwirths in Regensburg und Bonn auf und machte 1964 am Ernst-Moritz-Arndt-Gymnasium Bonn das Abitur. Am 1. April 1964 verpflichtete er sich für den Dienst in der Bundeswehr und wurde bis 1966 zum Offizier der Artillerie ausgebildet. Es folgten bis 1976 Verwendungen in der Artillerie, u. a. als Batteriechef. Von 1976 bis 1978 absolvierte Schuwirth den Generalstabslehrgang an der Führungsakademie der Bundeswehr in Hamburg und wurde anschließend bis 1981 als Nachrichtenoffizier (G2) im Hauptquartier der Central Army Group der NATO in Heidelberg verwendet. Von 1981 bis 1983 diente er in Koblenz als Operationsoffizier (G3) im Stab des III. Korps.
Von 1983 bis 1985 war er Kommandeur des Raketenartilleriebataillons 150 in Wesel. Nach dieser Verwendung diente Schuwirth von 1985 bis 1988 als Referent für Innere Führung und Politische Bildung im Führungsstab der Streitkräfte im Bundesministerium der Verteidigung in Bonn. Schuwirth blieb im Ministerium und diente von 1988 bis 1990 als Adjutant der Bundesverteidigungsminister Rupert Scholz und Gerhard Stoltenberg. 1990 übernahm er bis 1991 den Posten eines Referatsleiters für Militärpolitik im Führungsstab der Streitkräfte. Vom 10. September 1991 bis zum 30. September 1993 kommandierte Schuwirth die Panzerbrigade 8 in Lüneburg und vollzog auch ihre Auflösung. Von 1994 bis 1996 diente er in der Ständigen Vertretung der Bundesrepublik Deutschland bei der NATO in Brüssel als Leiter der militärpolitischen Abteilung.
1996 kehrte Schuwirth nach Bonn zurück und diente dort bis 1999 als Stabsabteilungsleiter im Führungsstab der Streitkräfte zuständig für Militärpolitische Grundlagen für Einsätze und Übungen (Fü S III). Im Jahre 1999 übernahm er den Posten des Kommandierenden Generals des IV. Korps in Potsdam und führte dies bis zu dessen Auflösung im Sommer 2001. Von 2001 bis 2004 war Schuwirth der erste Generaldirektor des am 11. Juni 2001 neu aufgestellten Militärstabes der Europäischen Union. Am 22. September 2004 übernahm er im Supreme Headquarters Allied Powers Europe (SHAPE) bei Mons in Belgien den Posten des Chefs des Stabes von Admiral Sir Ian Garnett und diente unter den Generalen James L. Jones und Bantz J. Craddock. Am 13. September 2007 übergab Schuwirth den Posten an Karl-Heinz Lather und wurde nach mehr als 43 Dienstjahren mit einem Großen Zapfenstreich von Verteidigungsminister Franz Josef Jung und Generalinspekteur Wolfgang Schneiderhan auf dem Paradeplatz des Bendlerblockes in Berlin in den Ruhestand verabschiedet.
Schuwirth spricht zwei Fremdsprachen: Englisch und Französisch. Er ist verheiratet und hat einen Sohn und eine Tochter.

## Mitgliedschaften
Eineinhalb Jahre nach seiner Versetzung in den Ruhestand, am 29. April 2009, wurde er als Nachfolger von Vizeadmiral a. D. Hans Frank zum Vorstandsvorsitzenden der Deutschen Gesellschaft für Wehrtechnik (DWT) gewählt.

## Auszeichnungen
Seine Orden und Ehrenzeichen umfassen: das Ehrenkreuz der Bundeswehr in Gold und Silber, das Bundesverdienstkreuz am Bande, den Commander de l’Ordre National de Mérite, das Bundesverdienstkreuz Erster Klasse und die Goldmedaille der Polnischen Streitkräfte.
2005 erhielt er das Große Silberne Ehrenzeichen mit dem Stern für Verdienste um die Republik Österreich.